# Amal Ziv
Amal Ziv (hebreiska: עמליה זיו), född som Amalia Ziv 14 december 1964, är en israelisk akademiker och forskare. Hens forskning kretsar främst kring pornografi och sexuell representation samt queer kultur. Genom sin forskning och aktivism räknas Ziv som en framträdande alternativt ledande del av feminismen, queerteori och HBTQ-rörelsen i Israel.

## Biografi
Ziv studerade åren 1985 till 1988 på grundnivå vid Tel Avivs universitet. 1988 tog hen filosofisk kandidatexamen i engelska och psykologi.

### Tidigt akademisk karriär och aktivism
Ziv är en av grundarna av Hazman Havarod, den första israeliska nyhetstidningen om HBTQ-frågor. På 1990-talet skrev Ziv om HBTQ- och feministiska ämnen i dagstidningar och allmänt inriktade tidskrifter och tidningar. Zivs intresse för queer kultur, BDSM och pornografi syntes tidigt, inklusive i texter för publikationer som Feminist Review (1994) som analyser av Berättelsen om O.
Ziv skrev även och gav ut sin egen lyrik. Några av dikterna har tonsatts och spelats in av musikgruppen Carmella Gross Wagner.
1991 avlade Ziv sin masterexamen i litteraturvetenskap vid Brown University i USA, efter studier som inleddes där två år tidigare. När Ziv året efter återvände till Israel, etablerade hen en studiegrupp i homosexuella och queera studier vid Agudah (Israels första HBTQ-center) i Tel Aviv. 1996 grundade Ziv, Aeyal Gross och Miki Gluzman den första studiegruppen i queerkunskap vid Tel Avivs universitet. Ziv slutförde 2001 (alternativt 2004) sin filosofie doktorsexamen vid universitetet, tillsammans med Gross och Daphna Hirsch, och grundade då den årliga HBTQ-konferensen Sex Acher (hebreiska: "Ett annat kön"); denna hölls 2018 för 18:e gången.
2003 fungerade Ziv som redaktör för den första samlingsboken med queera essäer på hebreiska –  Me'ever LeMiniyut (מעבר למיניות, 'Bortom sexualitet') tillsammans med Yair Qedar och Oren Kanar. Det gångna 1990-talet hade då medfört en smärre revolution vad gäller HBTQ-personers rättigheter i Israel, hjälpt av aktivism, vänsterpolitiker i Knesset och liberala domstolar. Den lesbiska rörelsen i landet var för övrigt så liten att det aldrig blev starka konflikter mellan politiskt radikala lesbianer och andra typer av lesbiska.
Ziv avlade 2005 sin filosofie doktorsexamen. Doktorsavhandlingen bar namnet ("Konstruerandet av det kvinnliga subjektet i pornografisk fiktion"). Ziv fortsatte därefter med postdoktor-forskning vid Hebreiska universitetet i Jerusalem, i ämnet queeraktivism i Israel och inklusive lesbiskt föräldraskap.

### Senare år
Sedan 2008 har Ziv varit en medlem av fakulteten i genusvetenskap vid Ben Gurion-universitetet, där föreläsningar ges vid institutionen för litteratur. I slutet av 2010-talet (bland annat 2016) fungerade Ziv som chef för lärosätets program i genusvetenskap. Dessutom är Ziv medlem av både redaktion och redaktionsråd för den akademiska tidskriften Teoria Vebikoret / Theory and Criticism (תיאוריה וביקורת), publicerad av Van Lir-institutet. På universitetet ägnar sig Ziv i första hand åt studier av pornografi och sexuell representation, queerkultur och -aktivism samt queera relationer.
Ovanstående teman figurerade i titeln på Zivs bok från 2013 – Queer Theory, Pornography and the Politics of Sexuality. I boken menar Ziv bland annat att queer skulle vara mer uppdaterad term än gay och lesbisk.
2015 publicerade State University of New York Press Zivs Explicit Utopias, med undertiteln "Rewriting the sexual in women's pornography". Boken hade ambitionen att utforska och positionera en alternativ pornografi som en viktig resurs i stärkandet av en kvinnlig sexuell subjektivitet. Fiona Vera-Gray noterade i sin recension för Hypatia Reviews Online att Ziv i boken mestadels studerar skriven pornografi, som ett sätt att undvika den pornografiska filmens vanliga etiska problem. Studier av kvinnors skrivna pornografi har inte heller varit så vanlig inom kulturforskningen. Vera-Gray menade också att Ziv i boken förenklar den porrkritiska positionen som delar av den feministiska rörelsen antagit genom historien.
2015, när Agudah firade sitt 40-årsjubileum, inkluderades Ziv i listan för de 40 mest inflytelserika HBTQ-personerna genom den israeliska historien.
Utöver böckerna skriver Ziv löpande i tidskrifter som Feminist Studies och Sexualities. Hen bidrog 2024 till ett kapitel i The Palgrave Handbook of Psychosocial Studies på ämnet trauma.

### Åsikter
Zivs åsikter runt queerteori har mött motstånd från anhängare till teorin inom den akademiska världen. En sådan position är Zivs skiljande mellan queerteori och anammandet av en queer (till skillnad mot homosexuell) identitet. Ziv distanserar sig från idén att "queerteorin säger till oss alla att vem som helst kan vara flytande på ett genusmässigt och sexuellt plan, och att vi måste vara det. I själva verket ber queerteorin inte oss alla att vara queera, den erbjuder oss bara ett sätt att titta på och vända på hela konceptet kring sexualitet och genus. Men att peka ut möjligheter innebär inte att dessa är praktiskt tillgängliga och obligatoriska."
Även Zivs åsikter vad gäller pornografi har på sina håll blivit kontroversiella. Ziv har förklarat sig vara strikt emot utnyttjandet av kvinnor inom prostitution och pornografi. Samtidigt stödjer Ziv dessa verksamheters rätt att få finnas ur ett feministiskt perspektiv, där Ziv talar om kvinnors sexuella subjektivitet, egenmakt och andra möjligheter som berör dem. Ziv menar att feministisk diskussion alltför ofta låses fast vid positioner som antingen offer eller egenmakt, men att den sällan diskuterar alla erfarenheterna däremellan.

## Privatliv
Ziv bor i Tel Aviv med sin livspartner, poeten Sharron Hass, och parets son. 2022 offentliggjorde Ziv sin identitet som queer och ickebinär transperson. Sedan dess använder Ziv hen som pronomen och refererar till sig själv med namnet "Amal.ia" (עמל.יה). 2013 beskrev Ziv att sonen kallade henne "pappa", som ett tecken på att Ziv agerar som en maskulin gestalt i familjen.

## Verk

### Böcker
- Me'ever LeMiniyut (Beyond Sexuality: Selected Papers in Lesbian & Gay Studies and Queer Theory) – medredaktör (Hakibbutz Hameuchad Press, 2003, på hebreiska).
- Mahshavot Miniyot (“Sexuella tankar') – Queer Theory, Pornography, and the Politics of Sexuality (Resling Press, 2013, på hebreiska)[4]
- Explicit Utopias: Rewriting the Sexual in Women's Pornography (SUNY Press, 2015)
- Teenagehood (Hakibbutz Hameuchad Press, 2022, på hebreiska).

### Bokkapitel
- "Toward a History of Bars in Israel." Sappho in the Holy Land: Lesbian Existence and Dilemmas in Contemporary Israel. red. Chava Frankfort-Nachmias and Erella Shadmi. New York: SUNY Press. 2005
- "Diva Interventions: Dana International and Israeli Gender Culture." Queer Popular Culture. Ed. Thomas Peele. New York: Palgrave Macmillan, 2007
- "Refiguring Penetration in Women's Erotic Fiction". Kristen Phillips (ref.), Women and Erotic Fiction, 2015

### Artiklar (urval)
- "The Pervert's Progress: An Analysis of Story of O and the Beauty Trilogy." Feminist Review 46 (våren 1994): 61–75.
- "Performative Politics in Israeli Queer Anti-Occupation Activism". Glq-a Journal of Lesbian and Gay Studies, 2010

- "Girl Meets Boy: Cross-gender Queer Sex and the Promise of Pornography". Sexualities, oktober 2014
- "Questioning Safe Space in the Classroom: Reflections on Pedagogy, Vulnerability, and Sexual Explicitness". Borderlands, 2018